# أوكرانيا العثمانية

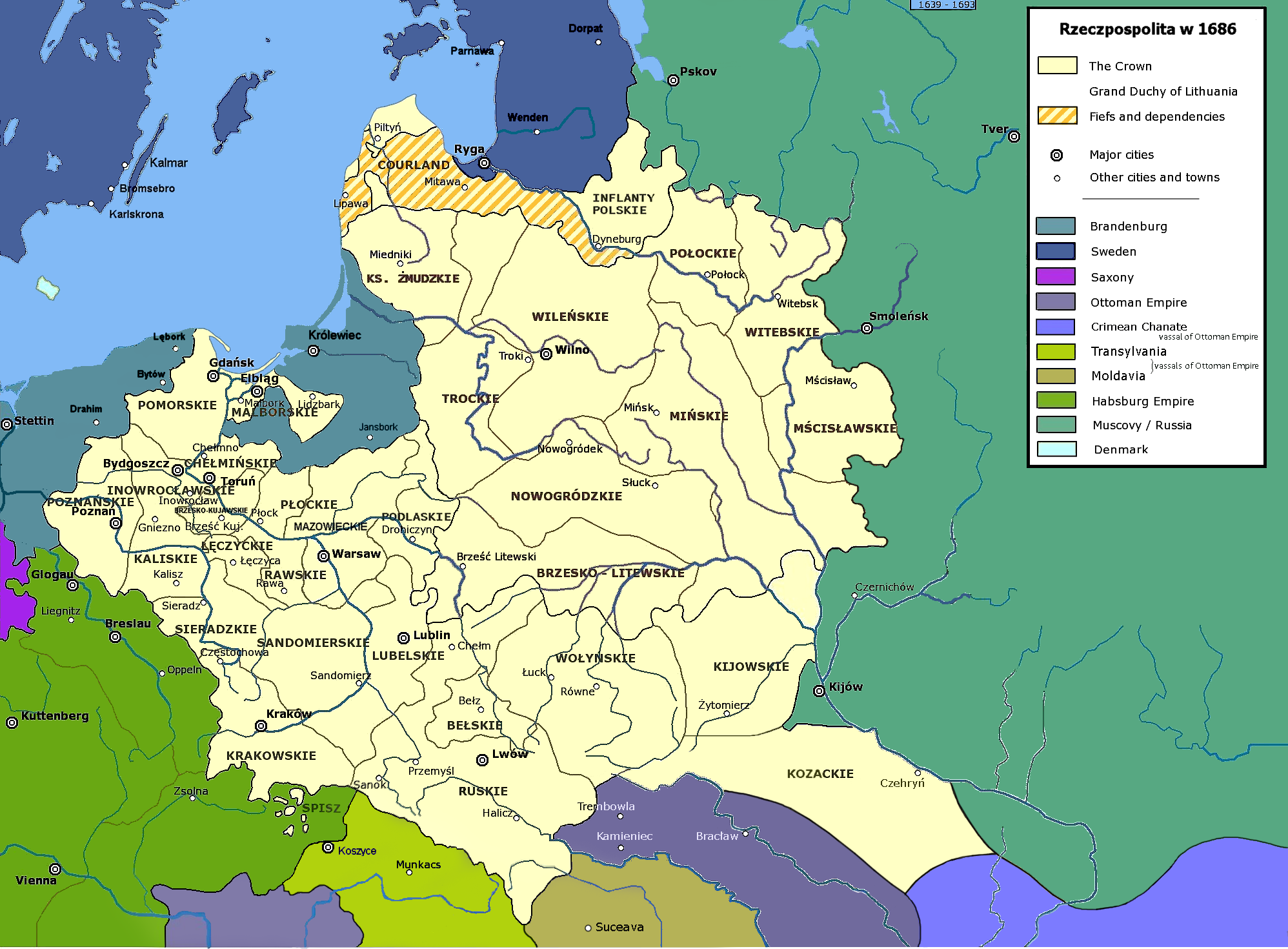
خريطة الكومنولث البولندي الليتواني من عام 1686 خلال حرب العصبة المقدسة. إلى الجنوب الشرقي من الكومنولث توجد مملكة الإمبراطورية العثمانية في أوكرانيا (أوكرانيا العثمانية) التي شملت مدن مثل براتسلاف، كاميانيتس-بوديلسكيي وتيريبوفليا وحدود النهر فوق نهر الدنيبر مع قيصرية روسيا.

أوكرانيا العثمانية (الأوكرانية: Османська Україна) هو مصطلح تاريخي للمنطقة الشرقية من أوكرانيا ، والمعروفة أيضًا باسم يديسن اسم تركي. تعود السجلات الأولى المذكورة إلى عام 1737، عندما أراد العميل السري الروسي لوبول غزو أوكرانيا العثمانية.
رسميًا، كانت هذه المنطقة تابعة لخانية القرم منذ عشرينيات القرن السادس عشر. ظهرت هذه الأرض نتيجة لمعاهدة أندروسوف عام 1667م، والتي قسمت الهتمان الكازاخستانية بين مملكة بولندا وموسكو ، بغض النظر عن عدد السكان المحليين. ومن عام 1669م، تعاملت سلطات الدولة العثمانية مع الدولة الكازاخية الواقعة غرب نهر الدنيبر وخصصتها دبوسًا منفصلًا، وكان رأسها هيتمان بيترو دوروشينكو .
بين عامي 1677م و1678م، دخل جيش قوي تابع لإبراهيم باشا الفرنجي في معركة مع روسيا للسيطرة على تشيهيرين (انظر الحرب الروسية التركية 1676-1681م). وأخيراً نجح جيش رئيس الوزراء العثماني قره مصطفى باشا في السيطرة على تشيهيرين سنة 1678م. بين عامي 1670 م و1699 م، أصبحت مدينة نميريف مقر إقامة الهتمان. وفي سنة 1685، أعاد ملك بولندا بعض الحريات للكازاخ على الساحل الأوكراني ، ووقع معاهدة السلام الأبدي في عام 1686، ووقعت موسكو تحالفًا ضد الدولة العثمانية .

## الاستعلامات المعتمدة
- إيالة البوسنة
- إيالة الجزائر
- ولاية الحجاز